# Zona Econômica da Sibéria
A Zona Econômica da Sibéria (Сибирская экономическая зона, Sibirskaya ekonomicheskaya zona), é uma das dez Zonas e Macrozonas Econômicas da Rússia instituídas pelo Governo Federal para fins de planejamento econômico e do desenvolvimento regional.

## Composição
1. Região Econômica do Leste Siberiano
2. Região Econômica do Oeste Siberiano